# Aguilot
Aguilot (Abaguilot), nekadašnje indijansko ratoborno pleme koje je živjelo na obje strane srednjeg toka rijeke Bermejo. Njihova jezična pripadnost porodici Guaycuruan, počiva na povijesnim a ne lingvističkim dokazima. Pretpostavlja se da su možda bili potpleme Toba, danas jednog od nekoliko nadživjelih guaycuruanskih plemena.
Prema Lozanu (1941, str. 326), kada su čuli za Urizarovu (don Esteban de Urizar y Arespacochaga) ekspediciju 1709. godine, napuštaju svoj teritorij i priključuju svoje snage plemenu Mocoví, sjeverno od Santa Féa. Ujedinivši se ova dva plemena počinju napadati španjolska naselja. Prema Azaru (1809, 2: 162) oni su 1790 migrirali prema rijeci Pilcomayo gdje se pridružuju drugom guaycuruanskom plemenu, poznatom kao Pilagá, s kojima će tijekom 19. stoljeća izgubit svoj identitet. 
Sredinom 18. stoljeća brojno stanje iznosilo im je oko 1 000, a 50 godina kasnije oko 500, od čerga 100 ratnika.